# Georg Breuker
Georg Breuker (* 25. Mai 1876 in Bochum; † 16. Mai 1964 ebenda) war ein Romanautor und Dichter, der in seinen Werken aus der Arbeitswelt der Bergleute erzählt. Er war ein naher Freund von Heinrich Kämpchen.

## Leben
Geboren wurde er als Sohn eines Bergmannes. Nach dem Besuch der Volksschule arbeitete er als Pferdejunge auf einer Zeche in Bochum-Stiepel und wurde später Lehrhauer. Wegen seines Engagements in der Gewerkschaft und im Bergarbeiterverband wurde er entlassen und kam auf die Schwarze Liste, was es ihm schwer machte neue Arbeit zu finden. Bis 1910 arbeitete er jedoch weiter im Bergbau, danach wurde er Handelsvertreter, Mühlenbesitzer und Geschäftsmann. Er war langjähriges SPD-Mitglied.

## Werke
- Der Blütenzweig, Gedichte. 1949
- Brinkmanns Hof, Roman aus dem Bochumer Kohlenrevier 1949
- Es klopft dreimal an mein Tor, Ein Sommeridyll 1950.
- Jörgen der Bergmann, Roman aus dem Bochumer Kohlenrevier 1954
- Schulte am Berge, Novelle 1955
- Der Sonderling, Erzählungen 1956
- Zwei Vettern, Roman 1958
- Das goldene Kalb, Eine Ballade 1959
- Der kleine Robinson, Ein Jugendbuch aus der Frühzeit des Ruhrbergbaus 1959
- Gedichte eines Bergmannes, Jubiläumsausgabe zum 85-jährigen Geburtstag Georg Breukers 1961

## Ehrungen
- 1958 Rhein-Ruhr-Preis
- der Jörgenstein im Weitmarer Holz erinnert an seine Romanfigur Jörgen der Bergmann